# Puchar Miast Targowych (1961/1962)
IV Puchar Miast Targowych 1961/1962

(ang. Inter-Cities Fairs Cup)

## 1/16 finału
| Valencia CF – Nottingham Forest 2:0 i 5:1 1 13.09 1961 1:0 „Waldo” Machado da Silva 15, „Waldo” Machado da Silva 40 2 04.10 1961 1:0 „Waldo” Machado da Silva 11, 2:0 „Waldo” Machado da Silva 13, 3:0 Hector Nuñez 30, 4:0 Hector Nuñez 49, 4:1 William Cobb 53, 5:1 Hector Nuñez 68 |
| Union Saint-Gilloise – Heart of Midlothian FC 1:3 i 0:2 1 27.09 1961 1:0 Camille van Vaerenberg 19, 1:1 Robert Blackwood 22, 1:2 Norman Davidson 30, 1:3 Norman Davidson 76 2 04.10 1961 0:1 William Wallace 70, 0:2 Robin Stenhouse 87 |
| 1. FC Köln – Inter Mediolan 4:2 i 0:2, dod. 3:5 1 27.09 1961 1:0 Johannes Sturm 2, 1:1 Egidio Morbello 19, 2:1 Christian Müller 23, 3:1 Matthias Hemmersbach 36, 3:2 Bruno Petroni 63, 4:2 Karl-Heinz Thielen 71 2 11.10 1961 0:1 Luis Suárez 5, 0:2 Luis Suarez 50k 3 25.10 1961 1:0 Jorge Humberto 2, 2:0 Luis Suárez 8, 3:0 Jorge Humberto 32, 3:1 Anton Regh 34, 4:1 Jorge Humberto 41, 5:1 Egidio Morbello 41, 5:2 Anton Regh 54, 5:3 Karl-Heinz Ripkens 72 (mecz w Mediolanie) |
| A.C. Milan – Nowy Sad XI 0:0 i 0:2 1 30.08 1961 2 20.09 1961 Silvester Takač 20, 0:2 Dżordże Pavlić 50 |
| Spartak KPS Brno – Lipsk XI 2:2 i 1:4 1 27.09 1961 1:0 Rudolf Skejbal 9, 1:1 Rainer Trolitzsch 13, 1:2 Rainer Trolitzsch 44k, 2:2 Rudolf Skejbal 46k 2 04.10 1961 0:1 Henning Frenzel 17, 0:2 Henning Frenzel 21, 0:3 Arno Zerbe 36, 0:4 Arno Zerbe 51, 1:4 Rudolf Skejbal 64 |
| RC Strasbourg – MTK Budapeszt 1:3 i 2:10 1 13.09 1961 0:1 Karoly Sandor 20, 0:2 Gines Gonzalez 23s, 1:2 Michel Lachot 73, 1:3 Istvan Kuti 90 2 04.10 1961 0:1 Istvan Kuti 13, 0:2 Karoly Sandor 17, 1:2 Pierre Nabat 21, 1:3 Janos Molnar 37, 1:4 Istvan Szimcsak 47, 1:5 Istvan Szimcsak 53, 1:6 Istvan Kuti 60, 1:7 Istvan Szimcsak 68, 1:8 Janos Molnar 69, 2:8 Rene Hauss 75k, 2:9 Gyula Sas 82, 2:10 Karoly Sandor 83                                                           |
| Bazylea XI – FK Crvena zvezda 1:1 i 1:4 1 04.09 1961 1:0 Karl Odermatt 8, 1:1 Dušan Maravić 32 2 27.09 1961 0:1 Nikola Stipić 6, 1:1 Heinz Blumer 23, 1:2 Vojislav Melić 42, 1:3 Anton Rudinski 60, 1:4 Vojislav Melić 69 |
| Hibernian F.C. – CF Os Belenenses 3:3 i 3:1 1 04.09 1961 0:1 Lucas Matateu 13, 0:2 Antonio Yauca 15, 0:3 Lucas Matateu 26, 1:3 John Fräser 47, 2:3 John Fräser 53, 3:3 Samuel Baird 60k 2 27.09 1961 1:0 John Baxter 20, 1:1 Lucas Matateu 28, 2:1 John Baxter 61, 3:1 Eric Stevenson 74 |
| Hannover 96 – Español 0:1 i 0:2 1 13.09 1961 0:1 Antonio Camps 52 2 27.09 1961 0:1 Antonio Camps 27, 0:2 Harald Jorss 61s |
| Olympique Lyon – Sheffield Wednesday 4:2 i 2:5 1 12.09 1961 1:0 Angel Rambert 19, 2:0 Eugene Njo’léa 22, 3:0 Eugene Njo’léa 38, 3:1 Gerald Young 48, 3:2 Keith Ellis 63, 4:2 Nestor Combin 90 2 04.10 1961 1:0 Robert Salen 6, 1:1 John Fantham 9, 1:2 William Griffin 14, 1:3 Thomas McAnearney 20k, 1:4 Colin Dobson 78, 2:4 Jean Djoerkaeff 81, 2:5 John Fantham 85 |
| Stævnet – Dinamo Zagrzeb 2:7 i 2:2 1 07.09 1961 Ole Sørensen, Jørgen Ravn – Drazan Jerkovic (2), Ivica Cvitkovic (2), Ivica Santek, Tomislav Knez, Zeljko Matus 2 04.10 1961 0:1 Petar Remete 29, 1:1 Egon Rasmussen 31, 2:1 Hans Andersen 40, 2:2 Vladimir Marković 70 |
| Berlin Zachodni XI – FC Barcelona 1:0 i 0:3 1 20.09 1961 1:0 Lutz Steinert 83 2 04.10 1961 0:1 Juan de Macedo Filho „Evaristo” 8, 0:2 Juan de Macedo Filho „Evaristo” 75, 0:3 Jose Antonio Zaldua 90 |
| Wolny los: Lausanne Sports, Iraklis, Birmingham City, AS Roma |

## 1/8 finału
| Valencia CF – Lausanne Sports 4:3 (2:0) 1 23.12 1961 1:0 Enrique Ribelles 20k, 2:0 Enrique Ribelles 39, 2:1 Marcel Vonlanden 48k, 3:1 Luis Coll 54, 3:2 Miodrag Clisovic 62, 3:3 Miodrag Clisovic 68, 4:3 „Waldo” Machado da Silva 81 2 drugiego meczu nie rozegrano, gdyż kluby nie zdołały dojść do porozumienia w sprawie daty spotkania – o awansie zadecydował zatem pierwszy mecz  |
| Heart of Midlothian FC – Inter Mediolan 0:1 i 0:4 1 06.11 1961 0:1 Jorge Humberto 33 2 22.11 1961 0:1 Reginald Hitchens 11, 0:2 Egidio Morbello 31, 0:3 Jorge Humberto 75, 0:4 Reginald Hitchens 86 |
| Iraklis – Nowy Sad XI 2:1 i 1:9 1 26.10 1961 1:0 Plastiras Xilas 9, 1:1 Silvester Takac 43, 2:1 Asvestas Karavergos 49 2 15.11 1961 0:1 Dimitrije Radovic 8, 0:2 Veljko Aleksic 23, 0:3 Dżordże Pavlic 38, 0:4 Dimitrije Radovic 46, 0:5 Dimitrije Radovic 54, 0:6 Petar Mijatovic 55, 0:7 Dżordże Pavlic 57, 0:8 Dżordże Pavlic 58, 1:8 Efstathios Hasekidis 60, 1:9 Petar Mijatovic 77 |
| MTK Budapeszt – Lipsk XI 3:0 i 0:3, dod. 2:0 1 06.11 1961 1:0 Laszlo Povazsai 37, 2:0 Laszlo Povazsai 59, 3:0 Karoly Sandor 81 2 22.11 1961 0:1 Henning Frenzel 18, 0:2 Dieter Engelhardt 76, 0:3 Henning Frenzel 81 3 30.11 1961 1:0 Karoly Sandor 39, 2:0 Laszlo Bodor 57 (mecz w Bratysławie)                                                                                         |
| FK Crvena zvezda – Hibernian F.C. 4:0 i 1:0 1 01.11 1961 1:0 Dušan Maravić 17, 2:0 Vojislav Melić 24, 3:0 Vojislav Melić 42, 4:0 Dušan Maravić 55 2 13.12 1961 1:0 Zoran Prljincević 77 |
| Español – Birmingham City 5:2 i 0:1 1 13.12 1961 0:1 James Bloomfield 20, 1:1 Jose Antonio Castaños 22, 2:1 Ramon Carranza 25, 3:1 Antonio Camps 32, 3:2 James Harris 75k, 4:2 Antonio Camps 80, 5:2 Antonio Camps 85 2 07.12 1961 0:1 Robert Auld 59 |
| Sheffield Wednesday – AS Roma 4:0 i 0:1 1 29.11 1961 1:0 John Fantham 6, 2:0 Gerald Young 33, 3:0 Gerald Young 35, 4:0 Gerald Young 80 2 13.12 1961 0:1 Peter Swan 78s |
| FC Barcelona – Dinamo Zagrzeb 5:1 i 2:2 1 13.12 1961 1:0 Jesus Maria Pereda 15, 2:0 Juan de Macedo Filho „Evaristo” 19, 3:0 Juan de Macedo Filho „Evaristo” 28, 4:0 Juan de Macedo Filho „Evaristo” 33, 5:0 Sandor Kocsis 68, 5:1 Drazan Jerkovic 87 2 20.12 1961 0:1 Stjepan Lamza 24, 1:1 Juan de Macedo Filho „Evaristo” 37, 1:2 Stjepan Lamza 47, 2:2 Pedro Zabalza 69               |

## 1/4 finału
| Valencia CF – Inter Mediolan 2:0 i 3:3 1 14.02 1962 1:0 Vicente Guillot 3, 2:0 „Waldo” Machado da Silva 7 2 21.03 1962 0:1 Lorenzo Bettini 6, 1:1 Francisco Amancio Dos Santos „Chicão” 21, 1:2 Luis Suárez 26k, 2:2 Decio Quaresma Recaman 34, 2:3 Lorenzo Bettini 52, 3:3 Jose Baeza „Ficha” 86 |
| Nowy Sad XI – MTK Budapeszt 1:4 i 1:2 1 11.02 1962 1:0 Veljko Aleksić 22, 1:1 Laszlo Bodor 35, 1:2 Istvan Kuti 55, 1:3 Mihaly Vasas 75, 1:4 Mihaly Vasas 80 2 18.02 1962 1:0 Dżordże Milić 10, 1:1 Janos Molnar 35, 1:2 Laszlo Bodor 67                                                           |
| Español – FK Crvena zvezda 2:1 i 0:5 1 01.02 1962 0:1 Nikola Stipić 11, 1:1 Antonio Camps 55, 2:1 Antonio Camps 76 2 14.03 1962 0:1 Dragoslav Šekularac 24, 0:2 Luis Muñoz 46s, 0:3 Milan Galić 51, 0:4 Dragoslav Šekularac 56, 0:5 Nikola Stipić 65                                              |
| Sheffield Wednesday – FC Barcelona 3:2 i 0:2 1 28.02 1962 0:1 Ramon Villaverde 14, 1:1 John Fantham 28, 1:2 Juan de Macedo Filho „Evaristo” 30, 2:2 John Fantham 50, 3:2 Alan Finney 43 2 28.03 1962 0:1 „Evaristo” de Macedo Filho 11, 0:2 Sandor Kocsis 23                                      |

## 1/2 finału
| Valencia CF – MTK Budapeszt 3:0 i 7:3 1 25.04 1962 1:0 Vicente Guillot 55, 2:0 Luis Coll 69, 3:0 „Waldo” Machado da Silva 73 2 02.05 1962 1:0 Hector Nuñez 6, 2:0 Vicente Guillot 25, 2:1 Ferenc Machos 28, 3:1 „Waldo” Machado da Silva 32, 4:1 Vicente Guillot 46, 5:1 „Waldo” Machado da Silva 49, 5:2 Ferenc Machos 52, 6:2 Hector Nuñez 60, 7:2 Hector Nuñez 75, 7:3 Laszlo Bodor 82 |
| FK Crvena zvezda – FC Barcelona 0:2 i 1:4 1 18.04 1962 0:1 José Antonio Zaldúa 81, 0:2 Jesus Maria Pereda 87 2 25.04 1962 0:1 Sandor Kocsis 8, 1:1 Dušan Maravić 27k, 1:2 José Antonio Zaldúa 36, 1:3 Vicente Gonzalez 57k, 1:4 José Antonio Zaldúa 70 |

## Finał
| Valencia CF – FC Barcelona 6:2 i 1:1 |
| 8 września 1962 Walencja Estadio Mestalla (65 000) Valencia CF – FC Barcelona 6:2 (3:2) Sędzia: Joseph Barberan (Francja) Bramki: 0:1 Sandor Kocsis 4, 1:1 Fernando Trio „Yosu” 14, 1:2 Sandor Kocsis 20, 2:2 Vicente Guillot 35, 3:2 Fernando Trio „Yosu” 42, 4:2 Vicente Guillot 54, 5:2 Vicente Guillot 67, 6:2 Hector Nuñez 74 Valencia Club de Fútbol (trener Alejandro Scopelli): Ricardo Zamora – Vicente Piquer, Manuel Mestre, Jose Sastre, Juan Carlos Diaz Quincoces (kapitan), Francisco Amancio Dos Santos „Chicão”, Hector Nuñez, Enrique Ribelles, „Waldo” Machado da Silva, Vicente Guillot, Fernando Trio „Yosu” Club de Futbol Barcelona (trener Ladislao Kubala): Jose Manuel Pesudo – Julio Cesar Benitez, Francisco Rodriguez „Rodri”, Fernando Olivella (kapitan), Martin Verges, Sigfrido Gracia, Luis Cubilla, Sandor Kocsis, Cayetano Re, Ramon Villaverde, Antonio Camps |
| 12 września 1962 Barcelona Nou Camp (60 000) FC Barcelona – Valencia CF 1:1 (0:0) Sędzia: Giulio Campanati (Włochy) Bramki: 1:0 Sandor Kocsis 46, 1:1 Vicente Guillot 87 Club de Futbol Barcelona (trener Ladislao Kubala): Jose Manuel Pesudo – Julio Cesar Benitez, Jesus Garay, Jose Maria Fuste, Martin Verges, Sigfrido Gracia (kapitan), Luis Cubilla, Sandor Kocsis, Fernand Goyvaerts, Ramon Villaverde, Antonio Camps Valencia Club de Fútbol (trener Alejandro Scopelli): Ricardo Zamora – Vicente Piquer, Manuel Mestre, Jose Sastre, Juan Carlos Diaz Quincoces (kapitan), Francisco Amancio Dos Santos „Chicão”, Hector Nuñez, Enrique Ribelles, „Waldo” Machado da Silva, Vicente Guillot, Fernando Trio „Yosu” |